# Шойтобе
Шойтобе́ (каз. Шойтөбе) — село у складі Сауранського району Туркестанської області Казахстану. Адміністративний центр та єдиний населений пункт Іаського сільського округ.
Населення — 276 осіб (2021; 589 у 2009, 397 у 1999, 412 у 1989).